# Tentativa de golpe de Estado da região de Amara de 2019
 Em 22 de junho de 2019, facções das forças de segurança da região de Amara da Etiópia tentaram dar um golpe de Estado contra o governo regional, durante o qual o Presidente da região de Amara, Ambachew Mekonnen, foi assassinado. Um guarda-costas aliado às facções nacionalistas de Amhara assassinou o general Se'are Mekonnen, o chefe do estado-maior geral da Força de Defesa Nacional da Etiópia, bem como seu assessor Major General Gizae Aberra. O Gabinete do Primeiro Ministro acusou o Brigadeiro General Asaminew Tsige, chefe das forças de segurança da região de Amara, de liderar a conspiração. Tsige foi morto depois de escapar. 

## Contexto
A Etiópia historicamente enfrentou conflitos étnicos, e o governo estabeleceu um sistema de federalismo étnico sob a Constituição de 1995 da Etiópia, estabelecendo a região de Amara como uma região subnacional, onde a população é predominantemente composta pelo povo amara. Os distritos tradicionais de Wolkait e Raya Azebo faziam parte das províncias de Begemder e Wollo, respectivamente, mas eles se juntaram à região de Tigré.
A Frente Democrática Revolucionária Popular da Etiópia (FDRPE) e o Movimento Nacional Democrático Amara (ANDM) - renomeado Partido Democrático Amara (PDA) - foram acusados de "disciplinar o povo amara em vez de representá-lo". Apesar dessas queixas, o nacionalismo amara permaneceu uma força marginal durante as duas primeiras décadas da ordem liderada pela FDRPE. As elites políticas de Amara continuaram a apostar no nacionalismo pan-etíope e rejeitaram em grande parte a auto-identificação étnica em favor de um puramente etíope. Consequentemente, a região votou esmagadoramente pelas alianças de oposição da Coalizão por Unidade e Democracia e das Forças Democráticas Unidas da Etiópia nas eleições gerais de 2005, que haviam sido determinadas por campanhas decisivamente pan-etíopes.
A ascensão de Abiy Ahmed ao poder encorajou a crença de que a Frente de Libertação do Povo Tigré (FLPT) estava em declínio e motivou os nacionalistas da Amara a pressionar pela "retomada" das regiões "perdidas" na região de Tigré. Debretsion Gebremichael resistiu fortemente a isso.
Em março de 2019, o presidente regional da Amara, Gedu Andargachew, renunciou por motivos não declarados, mas alertou sobre o crescente perigo do "nacionalismo estreito" em seu discurso de despedida. Ele foi substituído por Ambachew Mekonnen, que nomeou o general aposentado e ex-preso político Asaminew Tsige como chefe das forças de segurança regionais. Asaminew proferiu um discurso "incendiário" em junho na formatura de membros das forças de segurança, supostamente cheios de elementos nacionalistas de Amara.

## Eventos
No início da noite de 22 de junho, testemunhas afirmaram ter visto e ouvido explosões na sede da Comissão Regional de Polícia, nos escritórios da legislatura regional e na sede da administração regional. Pouco depois, observadores - incluindo a embaixada dos Estados Unidos - relataram tiroteios em Addis Ababa. O Gabinete do Primeiro Ministro disse que um "esquadrão de ataque" que se reportava ao brigadeiro Genenal Asaminew Tsige, chefe do Departamento de Paz e Segurança da Região de Amara, invadiu uma reunião do gabinete regional e abriu fogo. Segundo a Reuters, a agenda da reunião se referia às tentativas de Asaminew de recrutar abertamente milícias étnicas.
Em uma declaração pouco depois da meia-noite de 23 de junho, o primeiro-ministro Abiy Ahmed anunciou que o general Se'are Mekonnen, chefe do Estado-Maior da Defesa Nacional da Etiópia, havia sido atacado por "pessoas próximas" que haviam sido "compradas por elementos contratados". Na manhã seguinte, a Rádio Dimtsi Weyane relatou que Se'are e seu assessor Major General Giza Eberra haviam falecido devido aos seus ferimentos. A Agência de Mídia de Massa Amara também informou que o Presidente da Região de Amara, Ambachew Mekonnen, havia sido morto junto com o assessor Ezez Wassie. O Procurador Geral da Região de Amarra, Megbaru Kebede, também ficou gravemente ferido, falecendo em 24 de junho.
Asaminew permaneceu desaparecido por 36 horas após a tentativa. A mídia estatal confirmou que ele foi morto a tiros pela polícia perto de Bahir Dar em 24 de junho, enquanto vários de seus supostos conspiradores foram detidos.
Detalhes conflitantes sobre o guarda-costas que assassinou o general Se'are Mekonnen foram dados pelo governo. Os relatórios iniciais indicaram que o suspeito foi preso. No entanto, em 24 de junho de 2019, a polícia disse que o suspeito havia cometido suicídio para evitar a prisão.

## Consequências
Após a tentativa de golpe, o acesso à internet foi cortado em todo o país. A Etiópia permaneceu desconectada por dois dias sem nenhuma explicação oficial. O primeiro-ministro Abiy pediu a unidade contra as "forças do mal" e as bandeiras foram hasteadas a meio-mastro na segunda-feira, quando o governo declarou um dia nacional de luto.